# Infiorata di Genzano

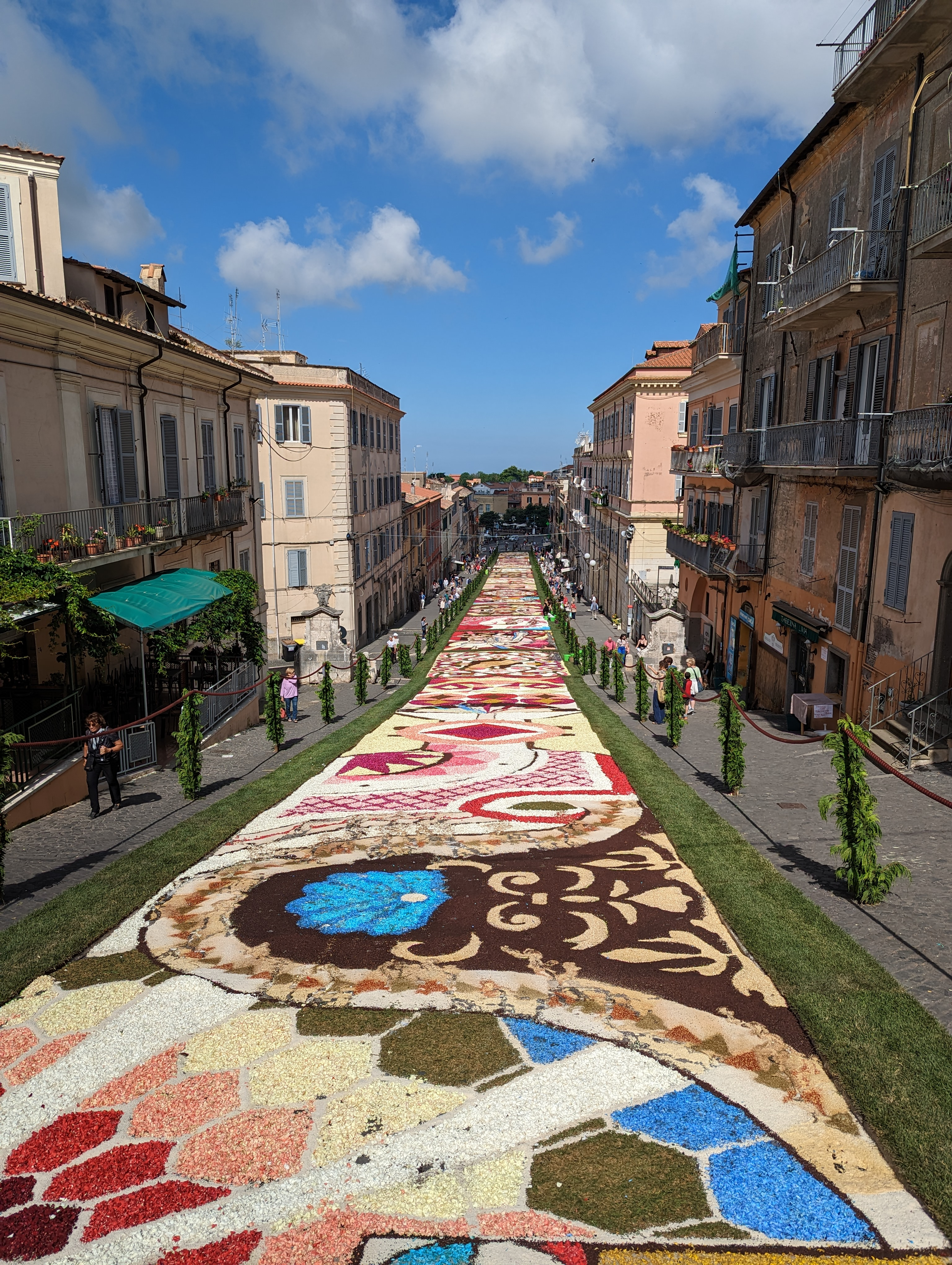
Infiorata 2023

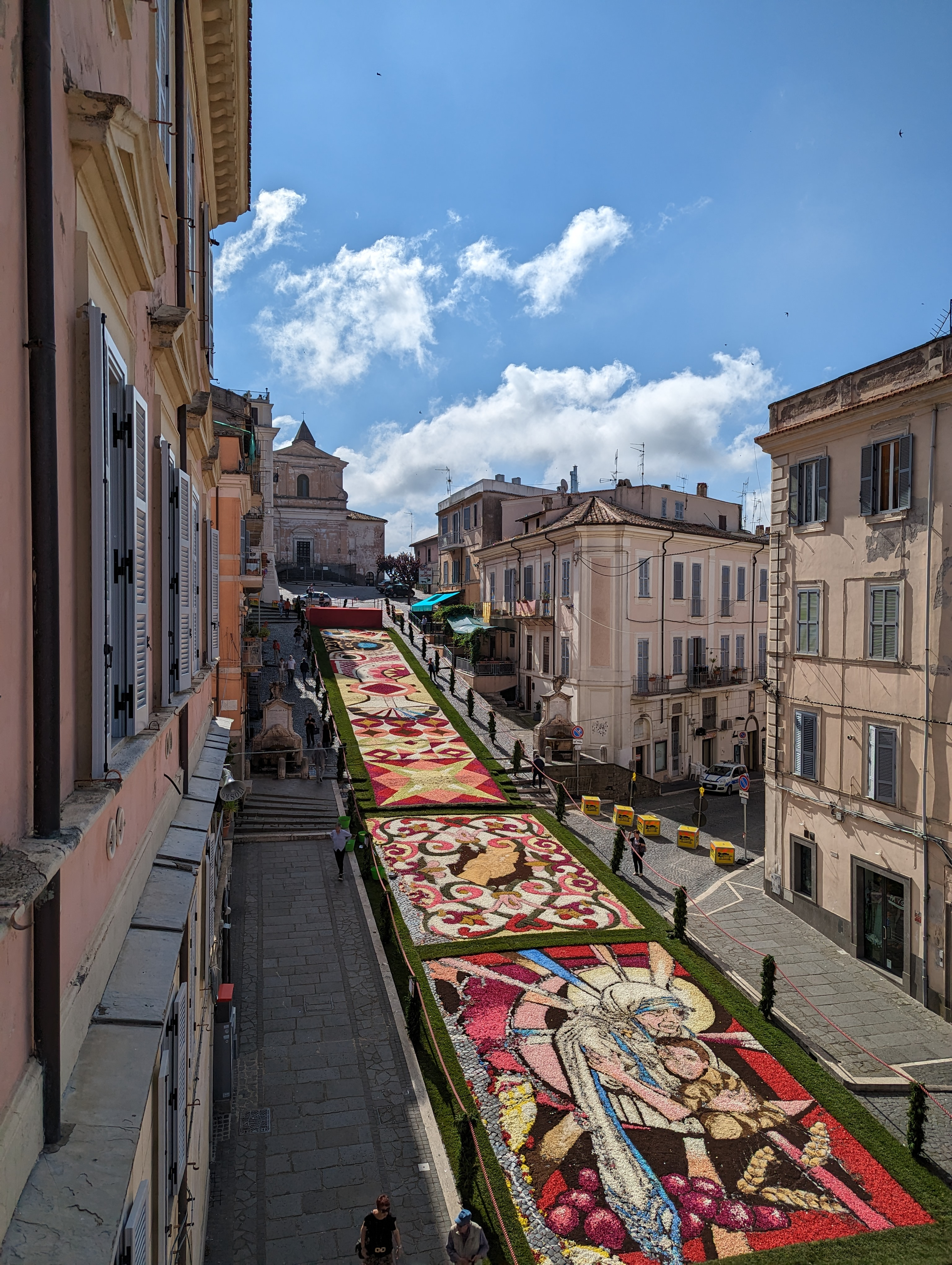
Infiorata 2023 vista dall'alto

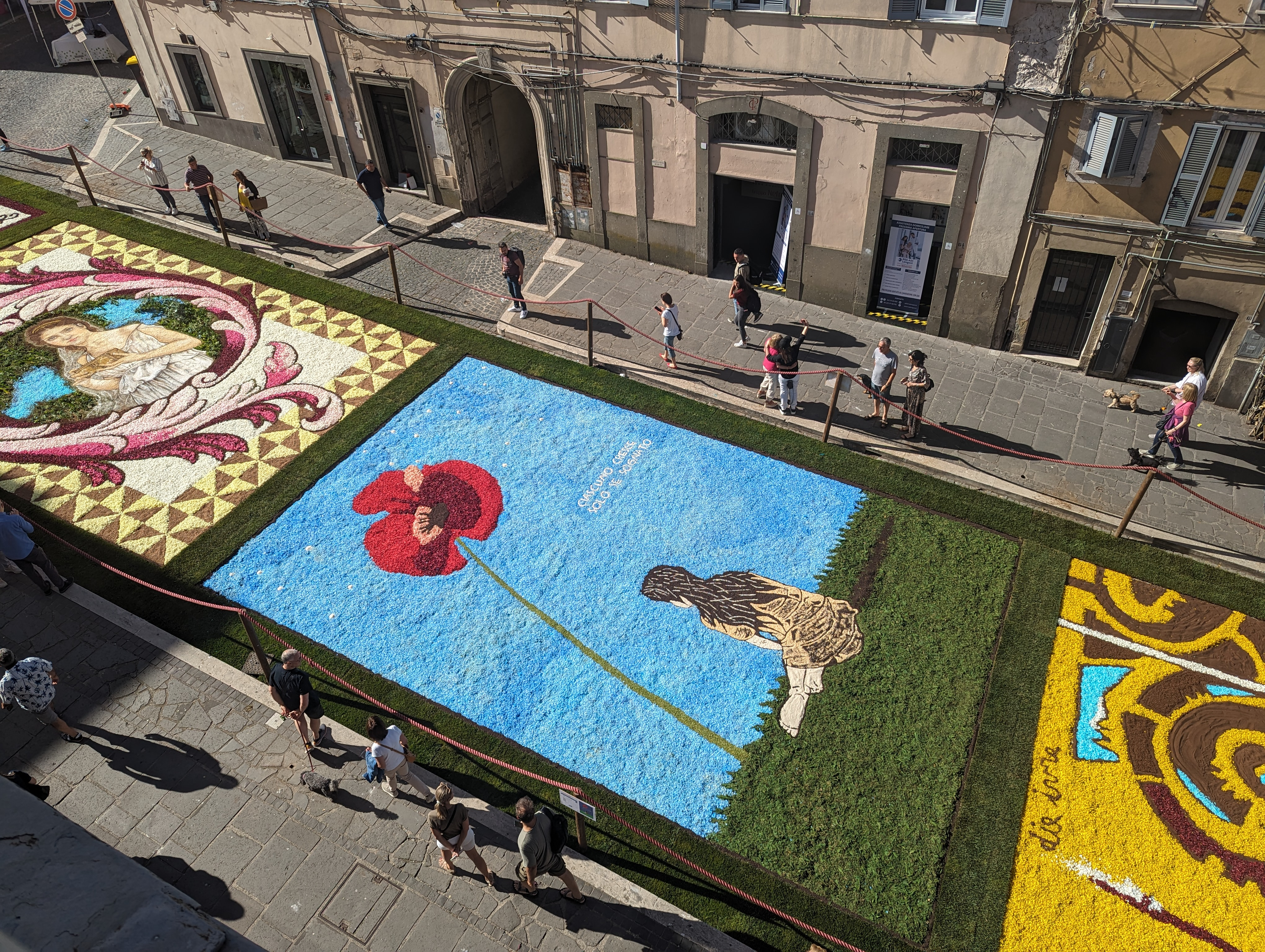
Infiorata 2024 - Veduta dall'alto

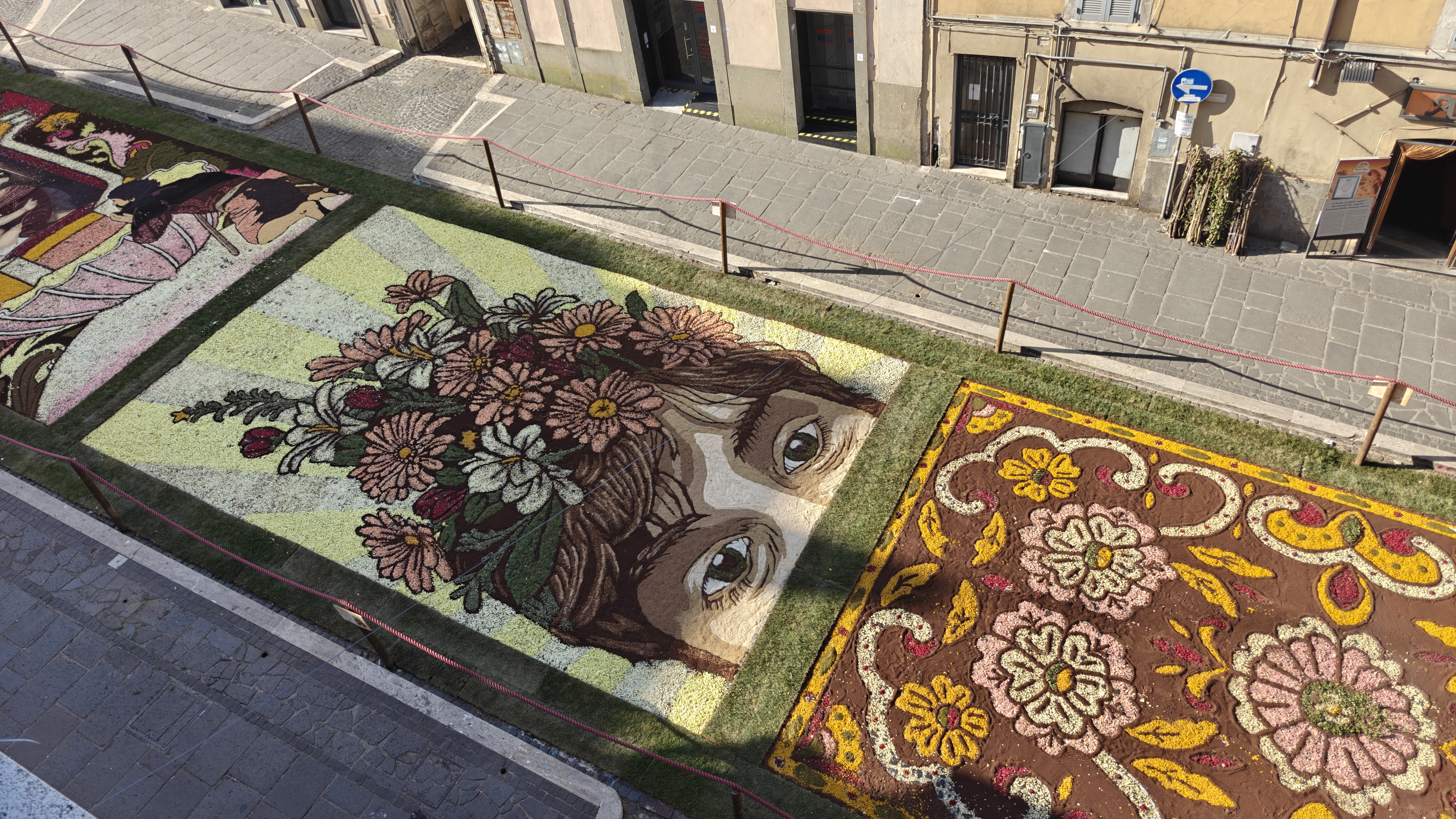
Infiorata 2025 - Veduta dal balcone comunale

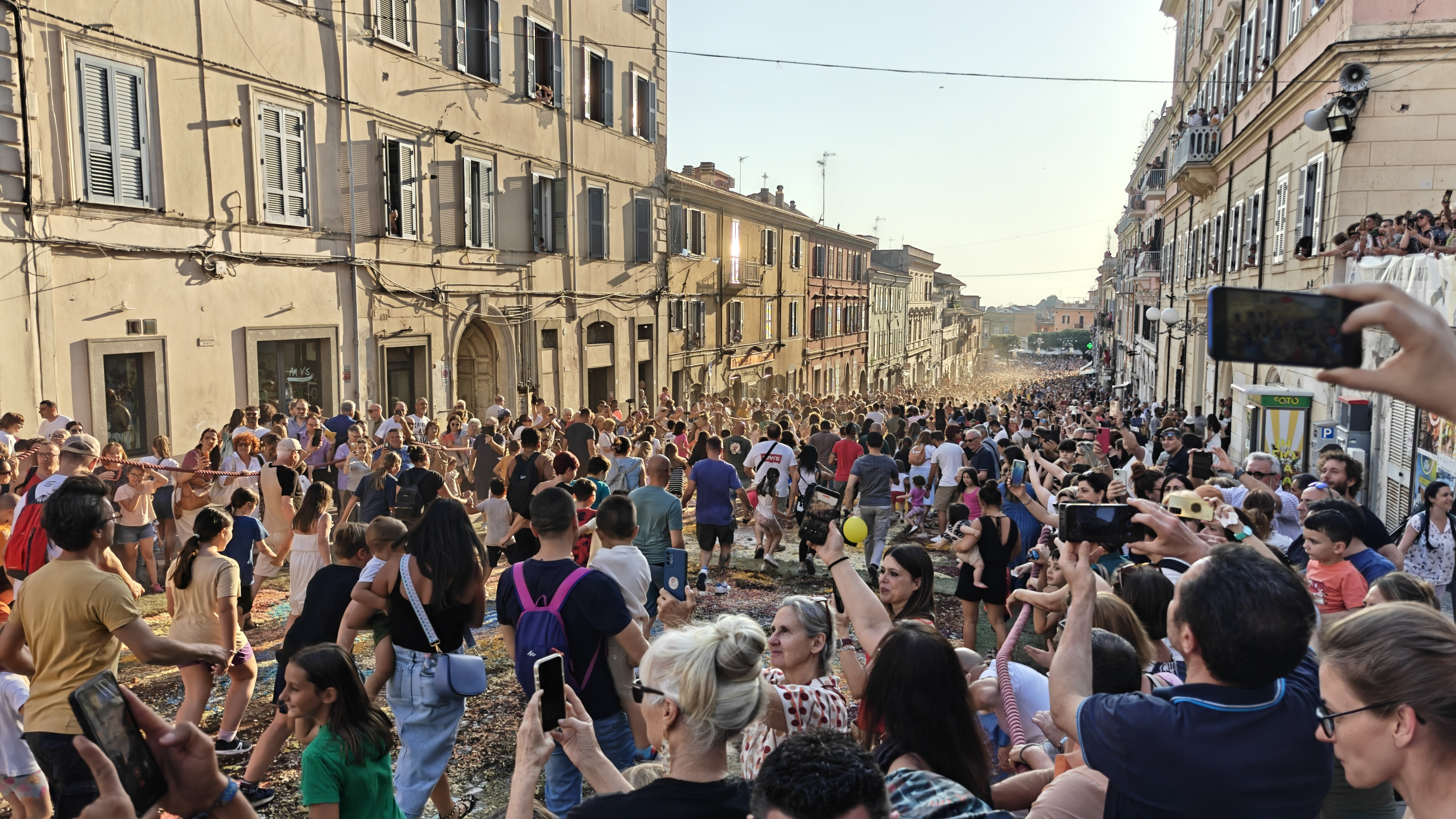
Infiorata 2025 - Il tradizionale "spallamento"

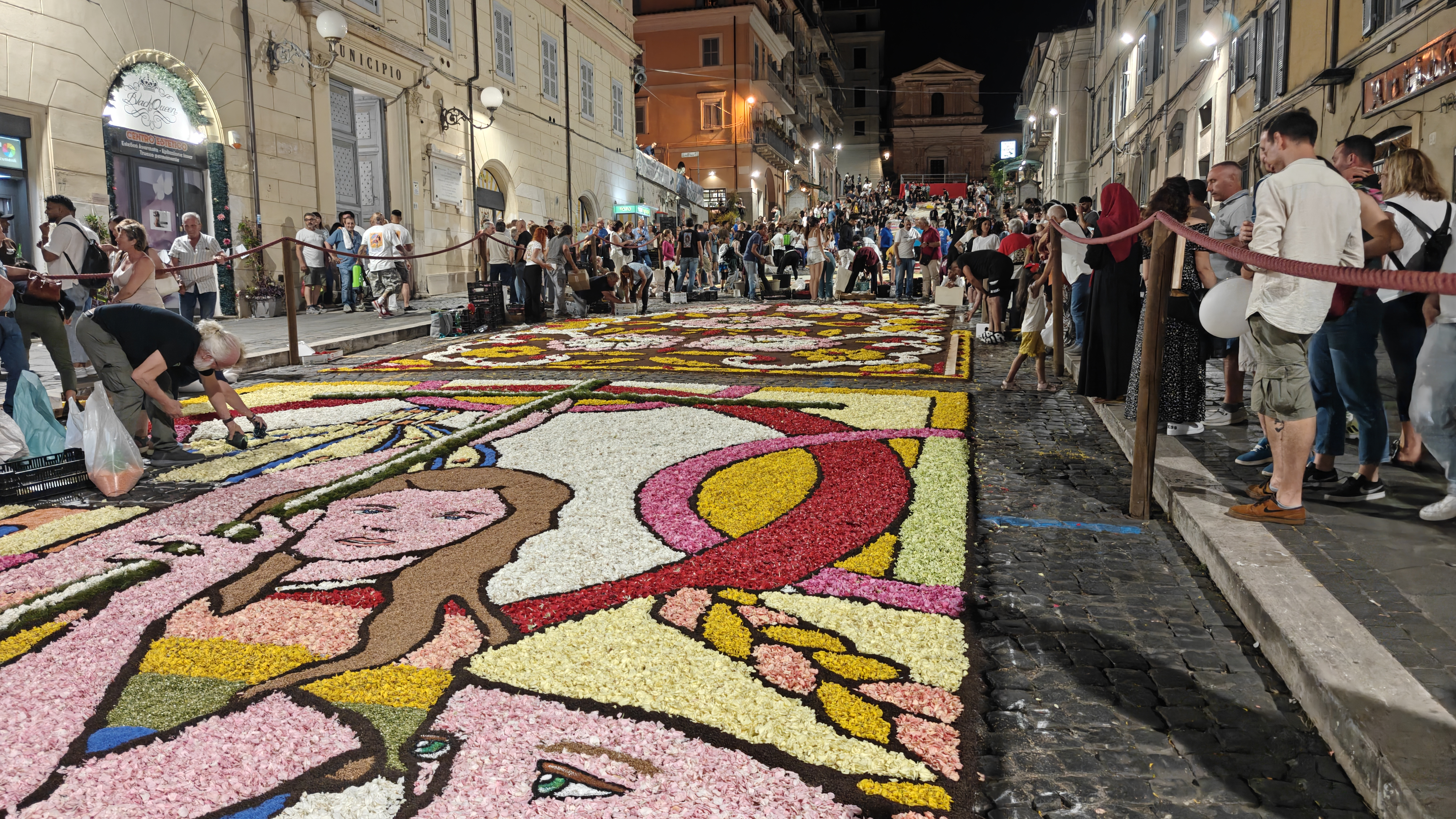
Infiorata 2025 - Nella notte si lavora alacremente

L'infiorata di Genzano è una manifestazione che si svolge nella cittadina di Genzano di Roma, caratterizzata dall'allestimento di un tappeto floreale lungo il percorso della processione religiosa in occasione della festività del Corpus Domini.

## Storia

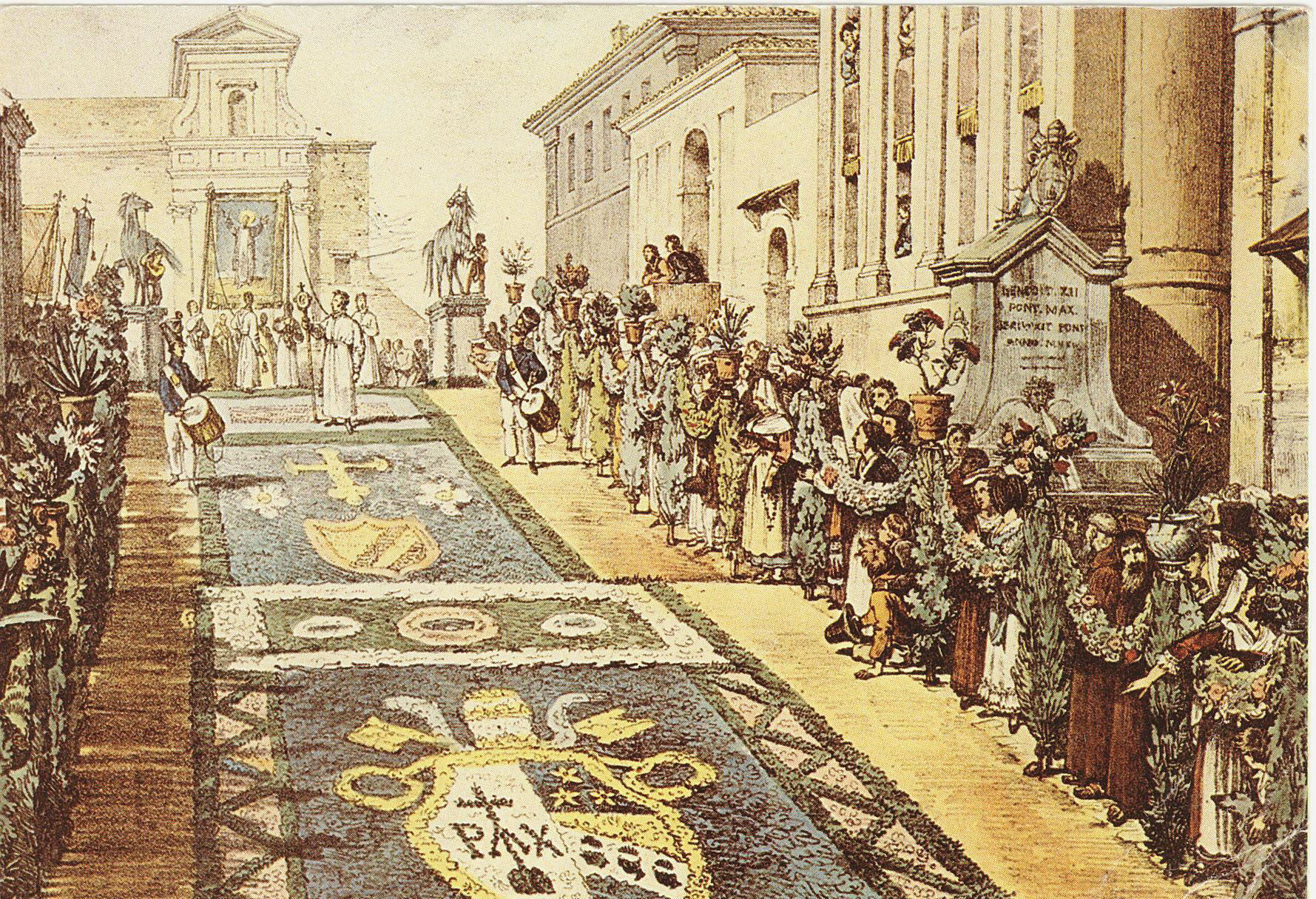
Antoine Jean-Baptiste Thomas: Infiorata del 1817

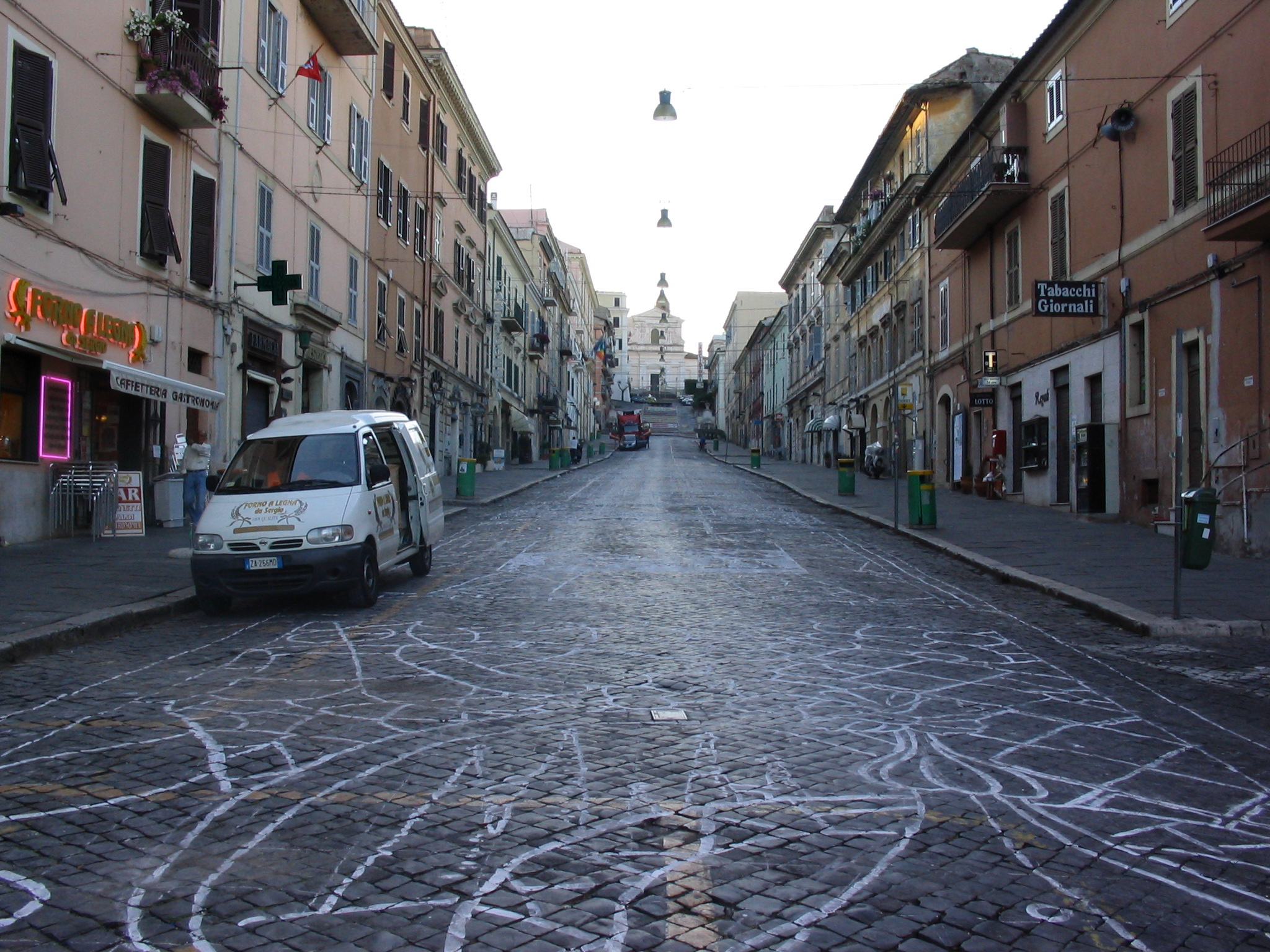
Infiorata 2004: Figure tracciate col gesso

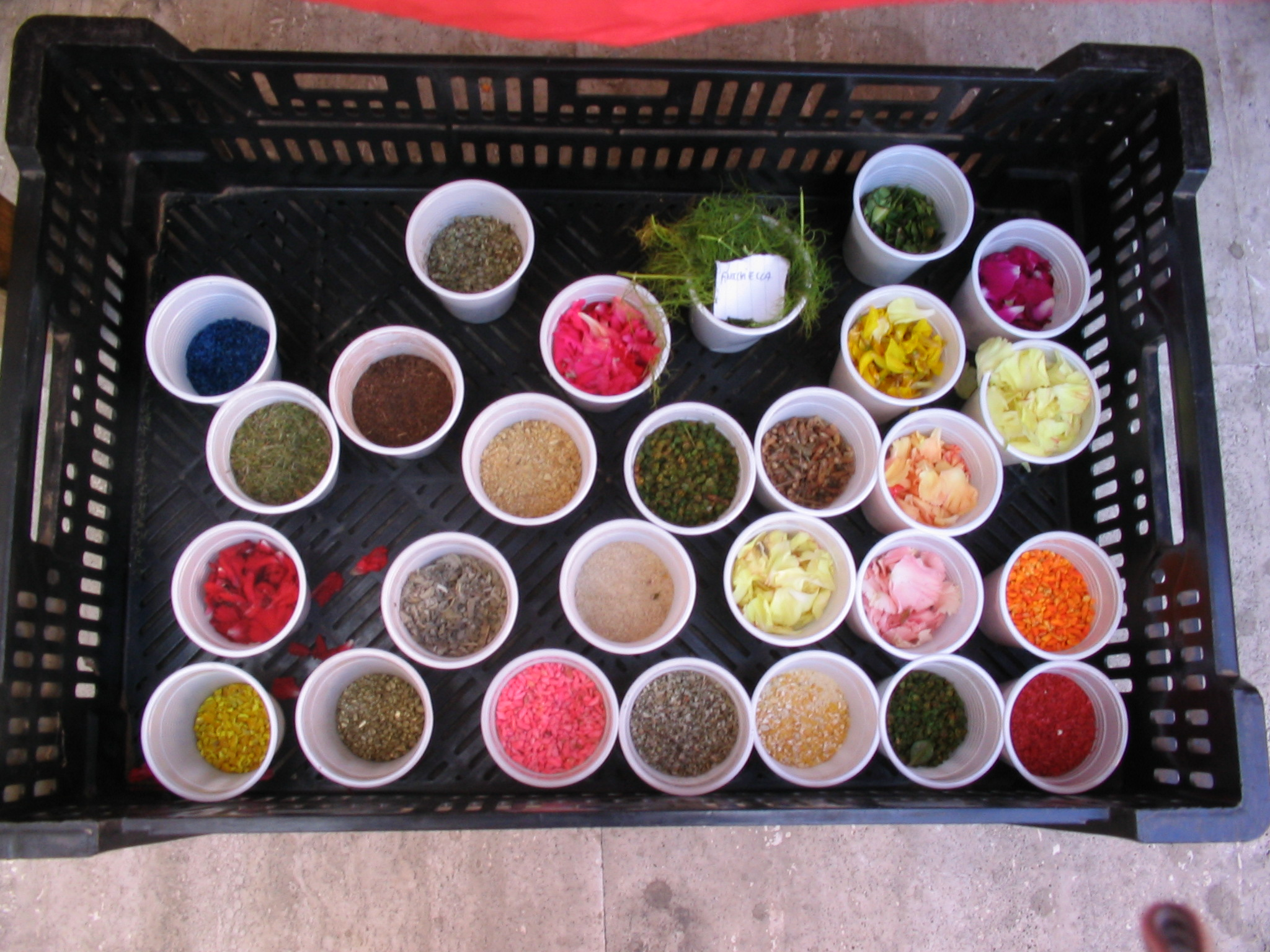
Infiorata 2004: "Tavolozza" dei fiori

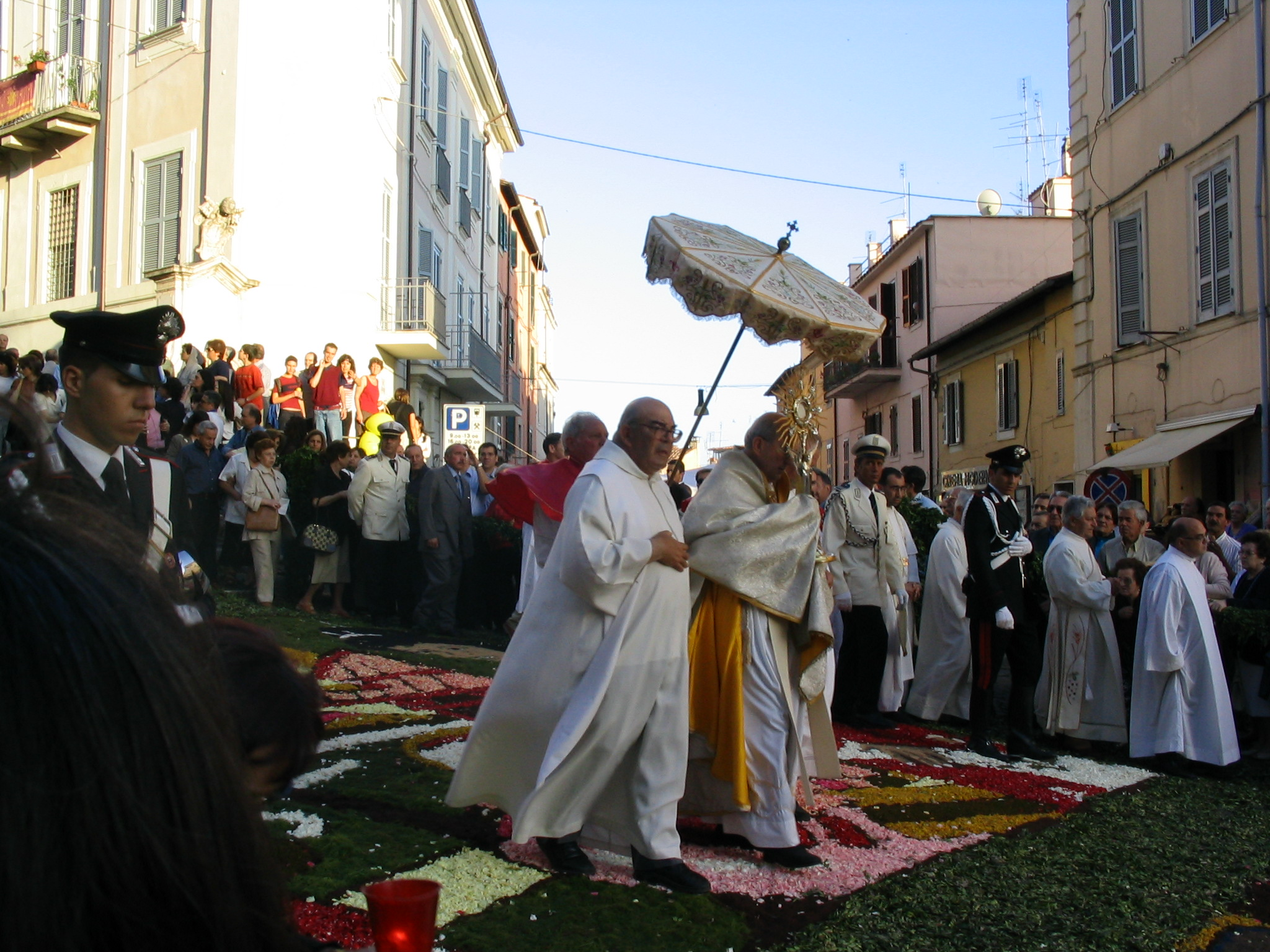
Infiorata 2004: Processione

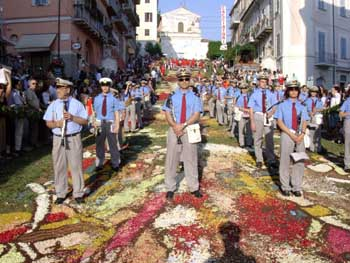
Infiorata 2005: Sfilata prima dello spallamento

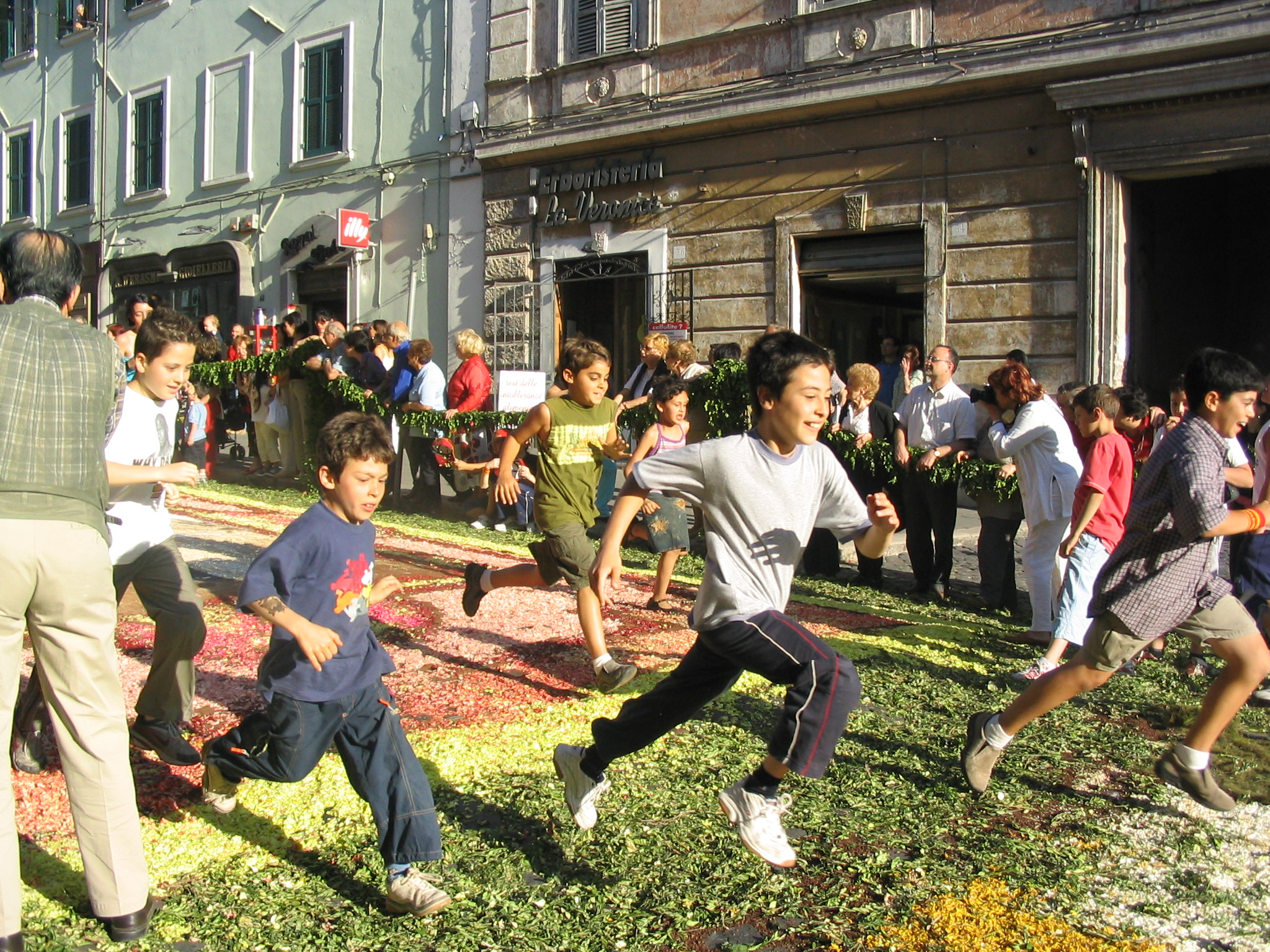
Infiorata 2004: Spallamento

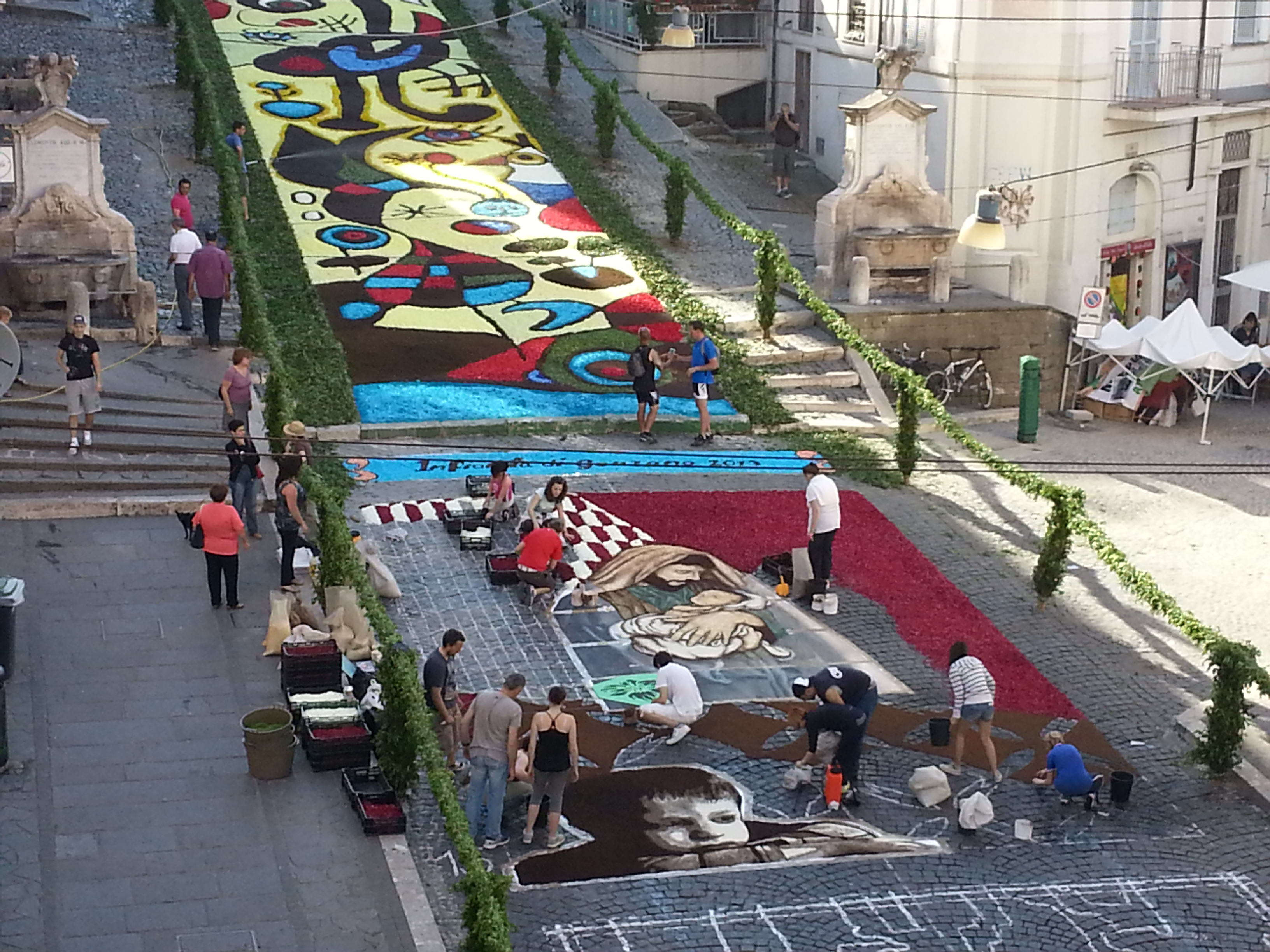
Infiorata 2013

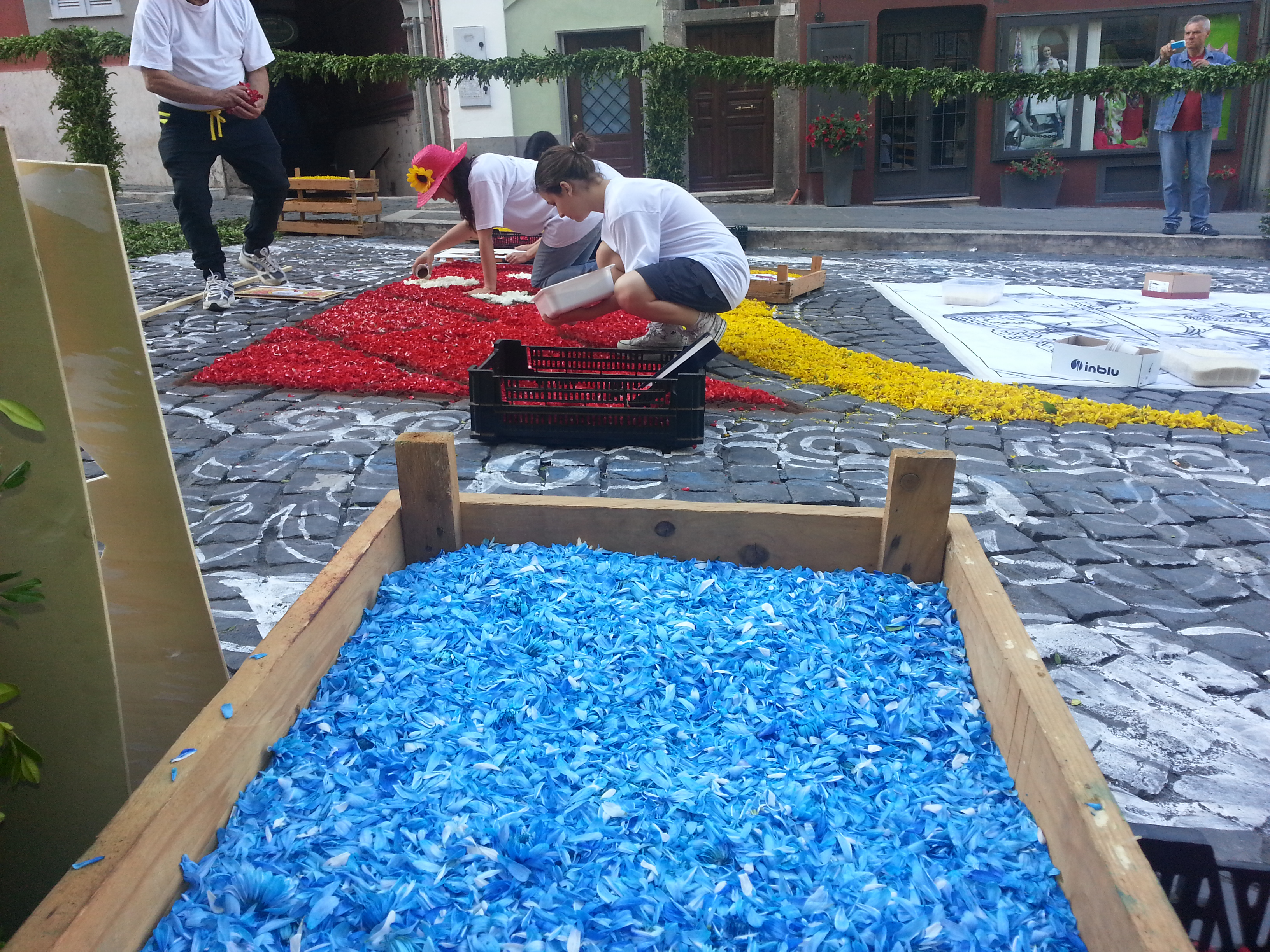
Infiorata 2013 - fasi della preparazione

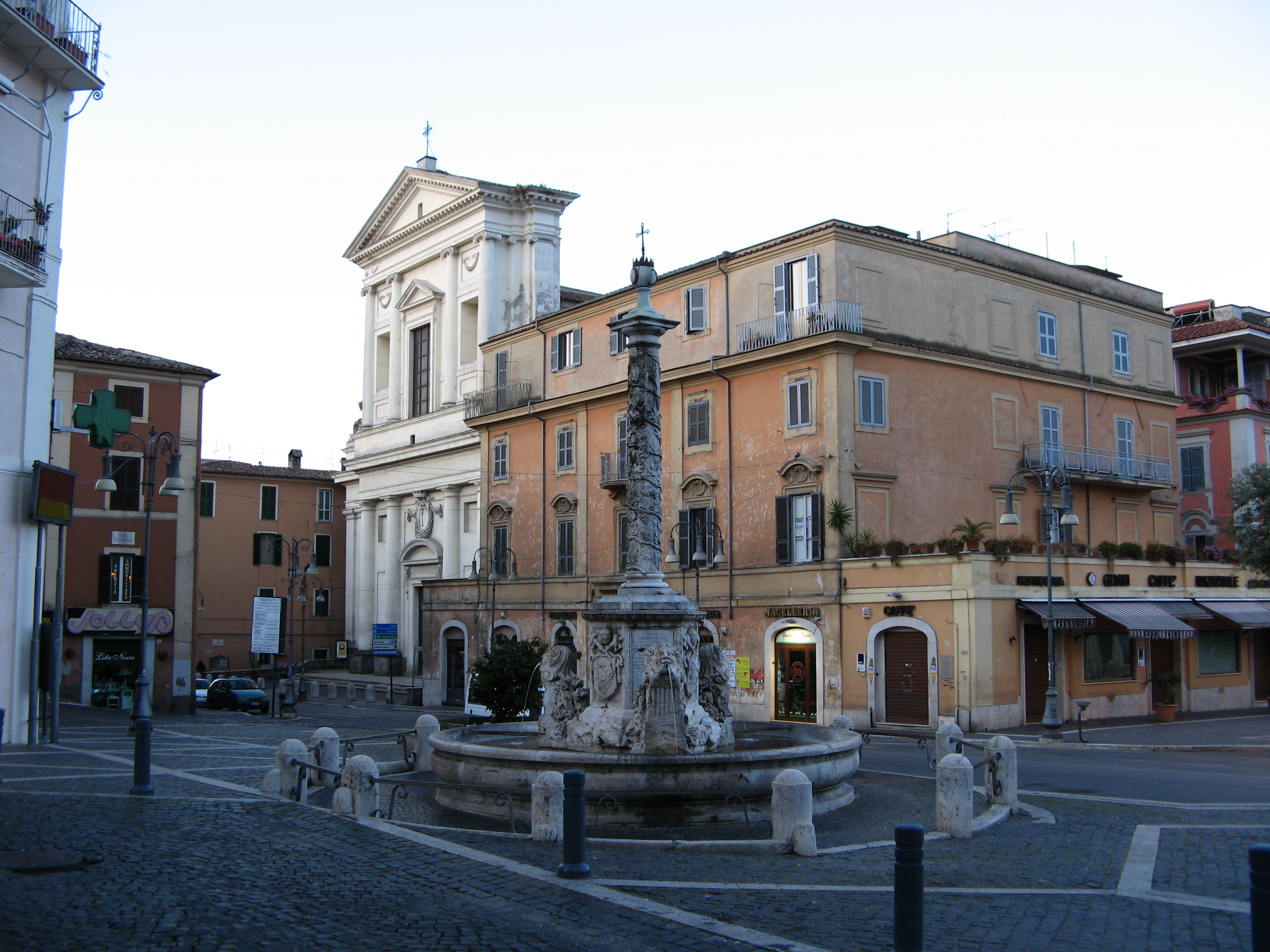
Piazza S. Sebastiano e Collegiata della SS. Trinità

La festa risale al XVIII secolo, allorché venne allestito un tappeto floreale lungo la via Sforza (ora Via Bruno Buozzi) di Genzano. In precedenza, a Genzano, e verosimilmente in altre località dei Castelli Romani, esisteva da tempo imprecisato la consuetudine di preparare tappeti di fiori in occasione della festa del Corpus Domini. La tradizione era nata a Roma nella prima metà del XVII secolo ed era stata adottata nelle località dei Colli Albani probabilmente per gli stretti legami di questo territorio con Gian Lorenzo Bernini, il principale artefice di feste barocche.
Si ritiene, infatti, che la tradizione di creare quadri per mezzo di fiori fosse nata nella basilica vaticana ad opera di Benedetto Drei, responsabile della Floreria vaticana, e di suo figlio Pietro, i quali avevano usato "fiori frondati e minuzzati ad emulazione dell'opere del mosaico" il 29 giugno 1625, festa dei santi Pietro e Paolo, patroni di Roma. Pochi anni dopo, nel 1633, un altro quadro floreale venne realizzato da Stefano Speranza, uno stretto collaboratore del Bernini. Oreste Raggi informa che, morto Benedetto Drei, fu proprio Bernini a succedergli, e che "da Roma quest'arte si divulgò".
A Roma la consuetudine delle infiorate dovette scomparire alla fine del secolo XVII. A Genzano, invece, continuò ancora nel XVIII secolo, come informa un manoscritto anonimo del 1824 conservato presso la Biblioteca Nazionale Centrale di Roma e stampato solo di recente, in cui si narra come a Genzano alcune famiglie avessero l'abitudine di fare infiorate davanti alla loro abitazione in occasione delle tre diverse processioni che si svolgevano nella ricorrenza del Corpus Domini, una nel giovedì, le altre due nella domenica successiva. Poiché nessuna delle tre processioni passava per via Sforza, Don Arcangelo Leofreddi, che abitava in quella via, chiese al vescovo di Albano François-Joachim de Pierre de Bernis la variazione del percorso della processione del giovedì dell'ottava. Ottenuto il permesso, don Leofreddi "pregò tutti li abitanti (di via Sforza) a fare delle infiorate, ognuno a proprie spese avanti le loro abitazioni, come tutti fecero". C'è disaccordo sulla data della prima infiorata di Genzano: alcuni la fanno risalire al 1778; altri al 6 giugno 1782, data in cui il tappeto coprì l'intera via (in precedenza l'infiorata copriva piccoli tratti).

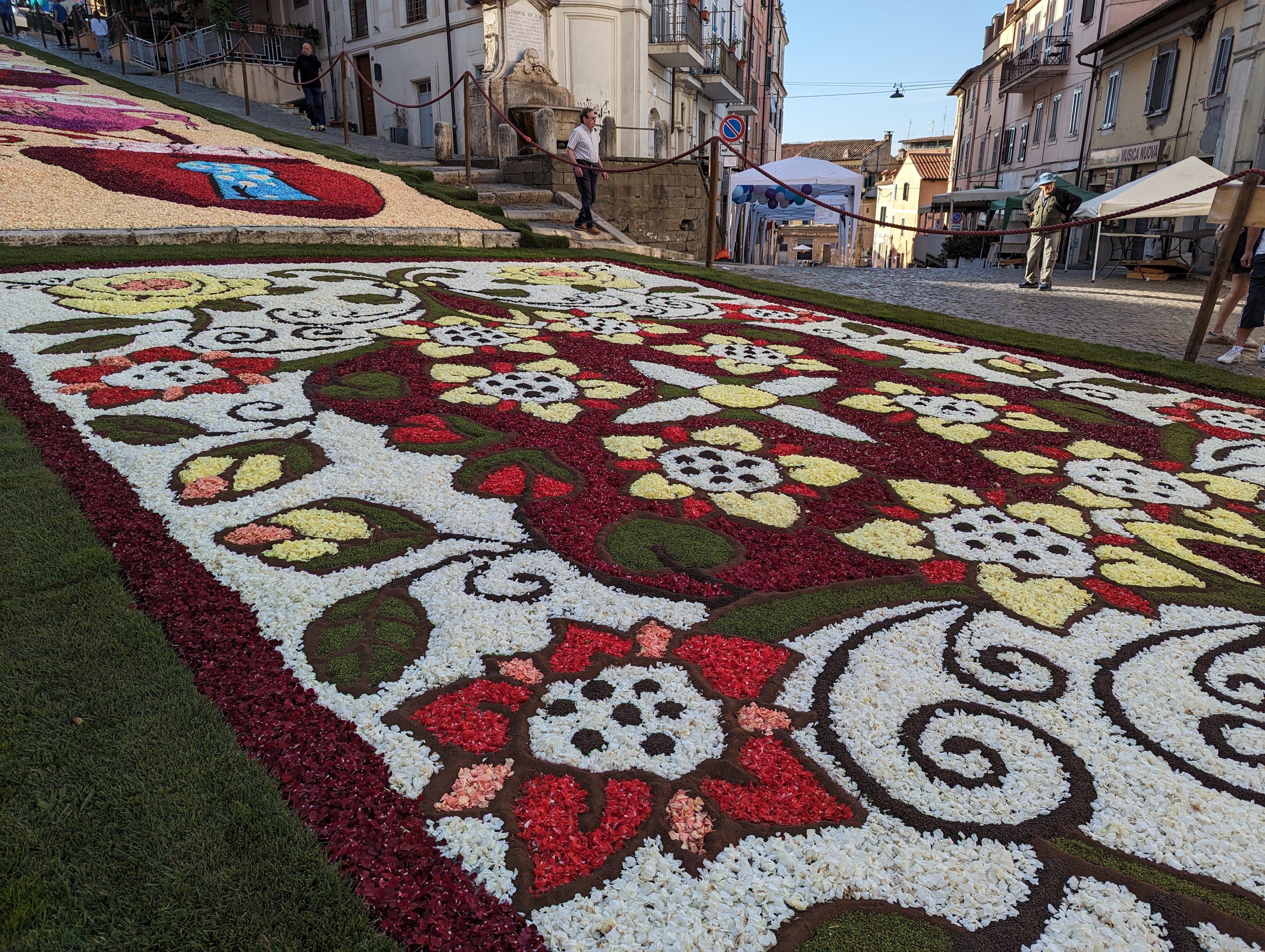
Infiorata 2024

Nel XIX secolo l'infiorata di Genzano si svolse con cadenza annuale, tranne alcuni periodi di interruzione: una prima interruzione dal 1845 al 1863; una seconda interruzione, anch'essa della durata di diciannove anni, dal 1875 al 1894, anno in cui verrà ripristinata dal circolo cattolico "Compagnia di San Luigi". Nei primi anni del XX secolo l'allestimento dell'Infiorata fu poco costante. La tradizione dell'Infiorata riprese in occasione del Congresso eucaristico interdiocesiano del 1922, la cui sede fu Genzano, e da allora si è svolta con cadenza annuale, tranne interruzioni negli anni 1932, 1934, 1935 e nei cinque anni della II guerra mondiale. Un'ulteriore interruzione della manifestazione floreale genzanese è stata causata dalla pandemia da COVID-19 nel 2020.

## La manifestazione
Dal 1875 l'infiorata si svolge in via Italo Belardi, già via Livia, la via che congiunge la piazza principale del paese (Piazza IV Novembre) alla Chiesa di Santa Maria della Cima. La strada viene ricoperta totalmente da un tappeto floreale che ricopre una superficie di 1890 m², composto generalmente da quindici quadri, oltre un quadro di decorazione della scalinata (5,5 x 39 m) che porta alla Chiesa di Santa Maria della Cima posta in cima alla salita e un quadro di apertura (7 x 4 m) all'inizio del tappeto floreale. Ogni quadro misura generalmente 7 m x 11 m e i soggetti, scelti da una apposita Commissione che presiede anche se all'organizzazione della manifestazione, sono generalmente di argomento religioso o civile, riproduzioni di note opere d'arte, o motivi geometrici. Per comporre i diciassette quadri dell'Infiorata di Genzano occorrono circa 500 quintali di petali di fiori o essenze vegetali. La protezione, ai lati, è attuata per mezzo di colonnine ricoperte di mortella e collegate da festoni sempre di mortella.
Ogni casa che fronteggi la strada, s'incarica di coprire lo spazio che le sta dinnanzi, ed eseguisce un disegno diverso. Chi fa un ornato, chi un fregio, chi l'arme del duca Sforza, antico signore del paese, chi la propria, se l'ha, chi quella del vescovo o del Papa e via via. Con una lunga funicella logora e quindi flessibile, che si mette in terra a norma del disegno, si fissa prima il contorno che poi s'empie di foglie de' varii colori. L'insieme riesce vivacissimo; e visto dal piede della salita si mostra come un tappeto magnifico, che rincresce di veder poi guastato da' piedi della processione.»
(Massimo d'Azeglio, I Miei ricordi)
Diversamente dai tempi di Massimo d'Azeglio, attualmente i fiori provengono da serre; come in passato, tuttavia, centinaia di persone sono addette a separare i petali e distribuirli in cesti a seconda del colore (operazione detta piluccamento). I cesti vengono poi deposti nelle cantine e nelle grotte poste nelle vicinanze del palazzo comunale con lo scopo di conservarli fino al giorno della loro messa a terra.
Data la deperibilità del materiale con cui viene creato questo enorme tappeto, la deposizione dei fiori avviene lo stesso giorno della festa o la notte precedente. La sera del sabato gli artefici dell'Infiorata, in genere gli autori dei vari quadri, hanno provveduto a disegnare sulla sede stradale, prima con il gesso e poi con la calce, i contorni dei quadri in base al bozzetto originale, servendosi anche di cartoni traforati (tecnica dello spolvero). La deposizione dei fiori avviene quindi posando i petali, prelevati dai cesti, entro i contorni già tracciati sulla via. La sera della domenica viene celebrata la messa davanti alla Chiesa di Santa Maria della Cima e, dopo una solenne concelebrazione eucaristica a cui partecipa sovente il vescovo di Albano, il tappeto viene percorso dalla processione religiosa dei celebranti che reca il Santissimo Sacramento alla non lontana Collegiata della Santissima Trinità. Il tappeto viene mantenuto, sostituendo i petali appassiti, fino alla sera del lunedì, quando ha luogo la distruzione dell'infiorata da parte dei bambini (il cosiddetto spallamento). Scriveva Mario dell'Arco:
è segnata la sorte
de l'Infiorata:
corolle morte su la via.
De botto,
giù da Santa Maria
del la Cima se sfregna una cascata
de regazini: un fiotto de majette
color ginestro, sàusa, turrena,
papavero, bluette
e arriva fino in piazza.
Una infiorata viva»
(Mario dell'Arco, Poesie)

## Collegamenti esterni

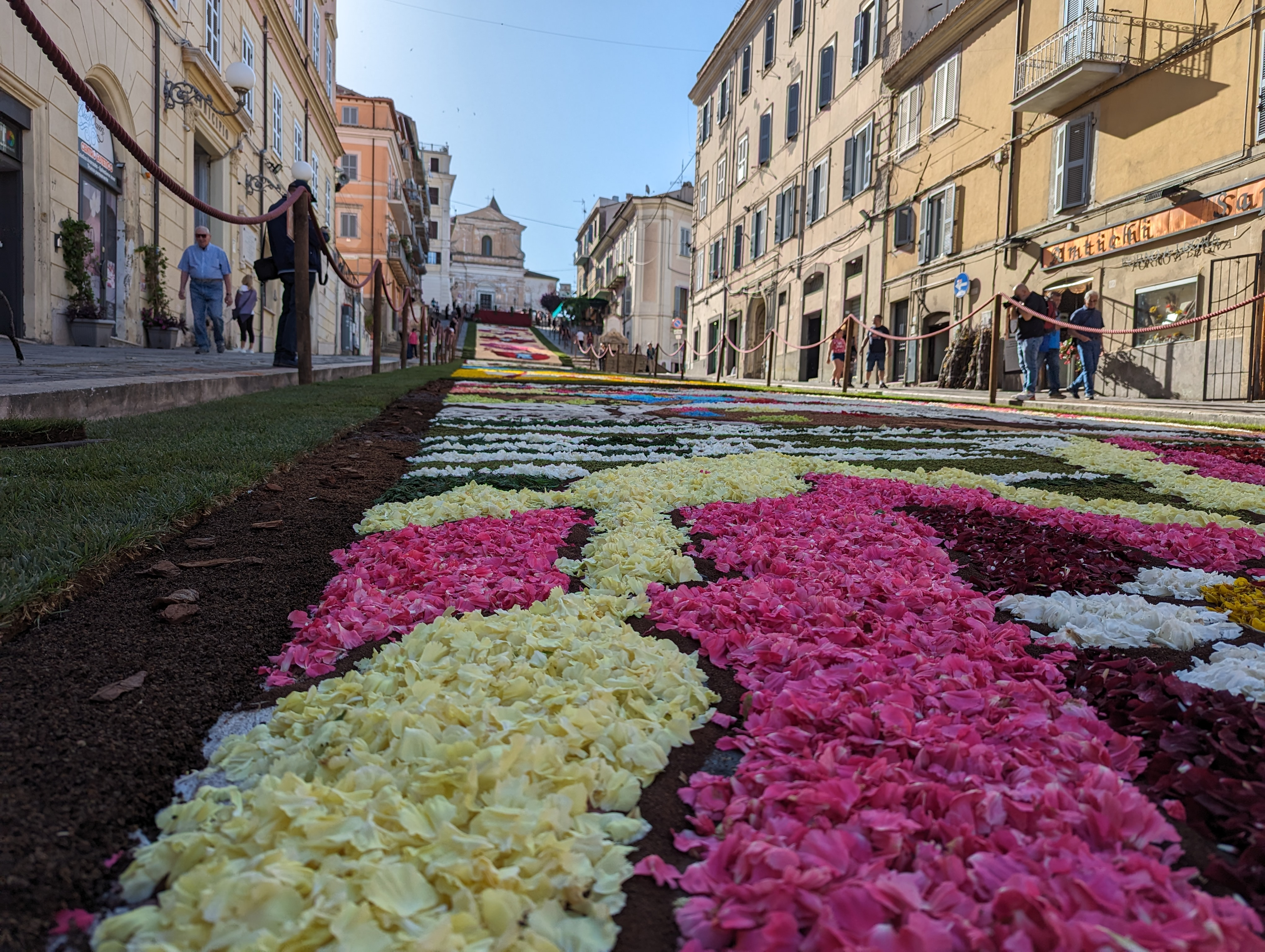
Infiorata 2024 - Particolare dal basso